# Bad Boys: Ride or Die
Bad Boys: Ride or Die är en amerikansk actionkomedifilm från 2024 i regi av Adil El Arbi och Bilall Fallah, från ett manus från skrivet av Chris Bremner. Detta kommer att bli den fjärde filmen i Bad Boys-serien, efter Bad Boys for Life, som hade biopremiär i januari 2020. Återvändande skådespelare från den föregående filmen är, förutom Will Smith och Martin Lawrence, även Vanessa Hudgens, Alexander Ludwig, och Paola Núñez. Den enda skådespelaren som har blivit ersatt inför denna film är Theresa Randle, som har spelat rollen som Theresa Burnett i de tre andra filmerna i serien, med start från 1995. Hennes ersättare för denna film är Tasha Smith.
Filmen hade biopremiär i Sverige den 5 juni 2024, med Sony Pictures Releasing som officiell distributör (under etiketten av Columbia Pictures).

## Rollista (i urval)
- Will Smith – Michael Eugene "Mike" Lowrey
- Martin Lawrence – Marcus Miles Burnett
- Vanessa Hudgens – Kelly
- Alexander Ludwig – Dorn
- Tasha Smith – Theresa Burnett (ersättare till Theresa Randle)
- John Salley – Fletcher
- Eric Dane – James McGrath
- DJ Khaled – Manny the Butcher
- Ioan Gruffudd – Lockwood
- Rhea Seehorn – US Marshall Agent Judy Howard

## Produktion
Filmen började spelas in i Atlanta, samt i Miami, den 3 april 2023. I juli valde man att avbryta hela inspelningen, då protesterna kring den amerikanska Hollywoodstrejken satte igång. Inspelningarna avslutades den 4 mars 2024.